# Rivière Thompson (biflöde till Rivière Franquelin)
Rivière Thompson är ett vattendrag i Kanada.   Det ligger i provinsen Québec, i den östra delen av landet, 700 km nordost om huvudstaden Ottawa.